# 2017年のNBAドラフト
2017年のNBAドラフトは第71回NBAドラフトで2017年6月22日にニューヨーク市ブルックリン区にあるバークレイズ・センターにおいて開催されたNBAドラフト。ESPNによって放送された。

## ドラフト指名

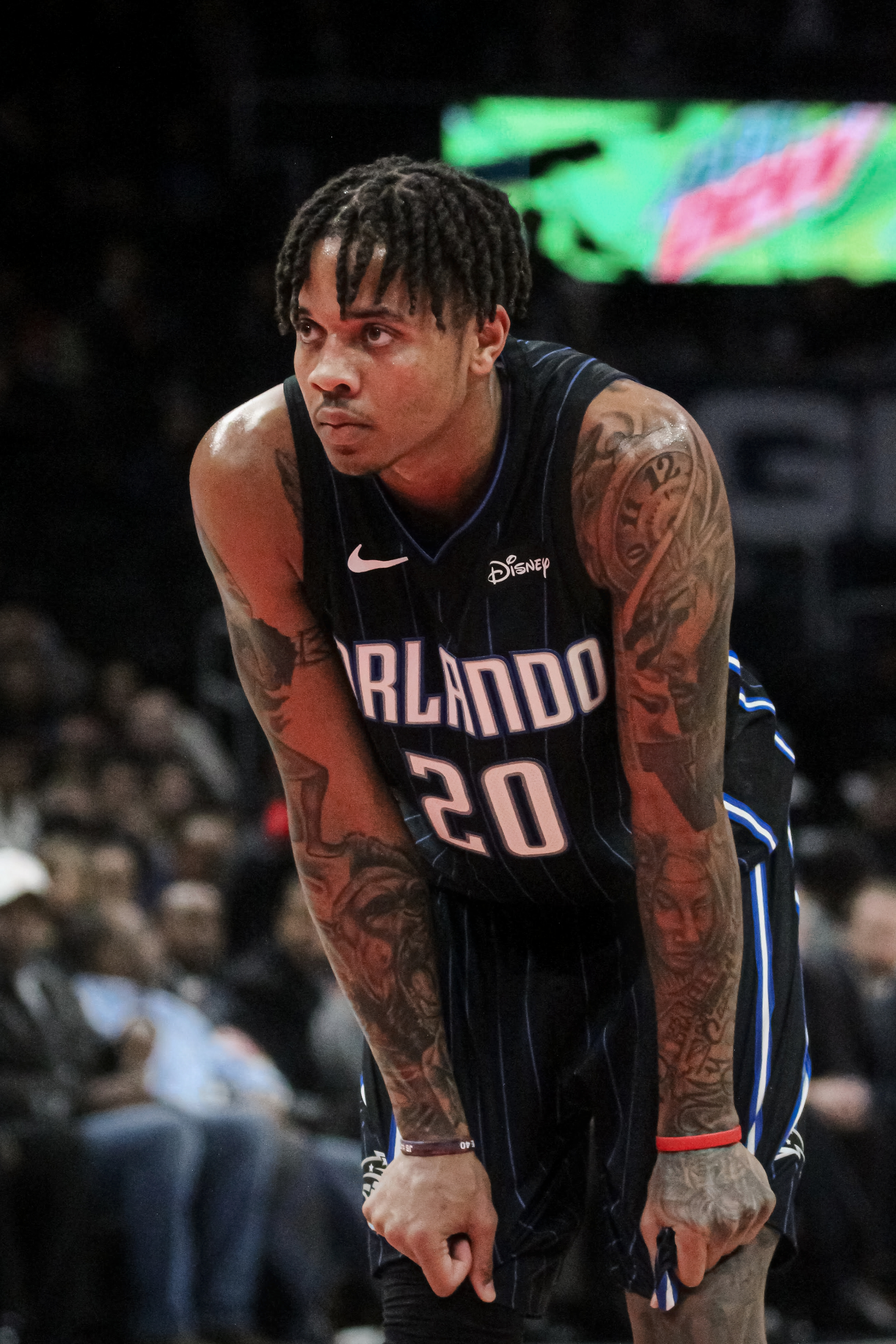
マーケル・フルツは全体1位でフィラデルフィア・76ersに指名された

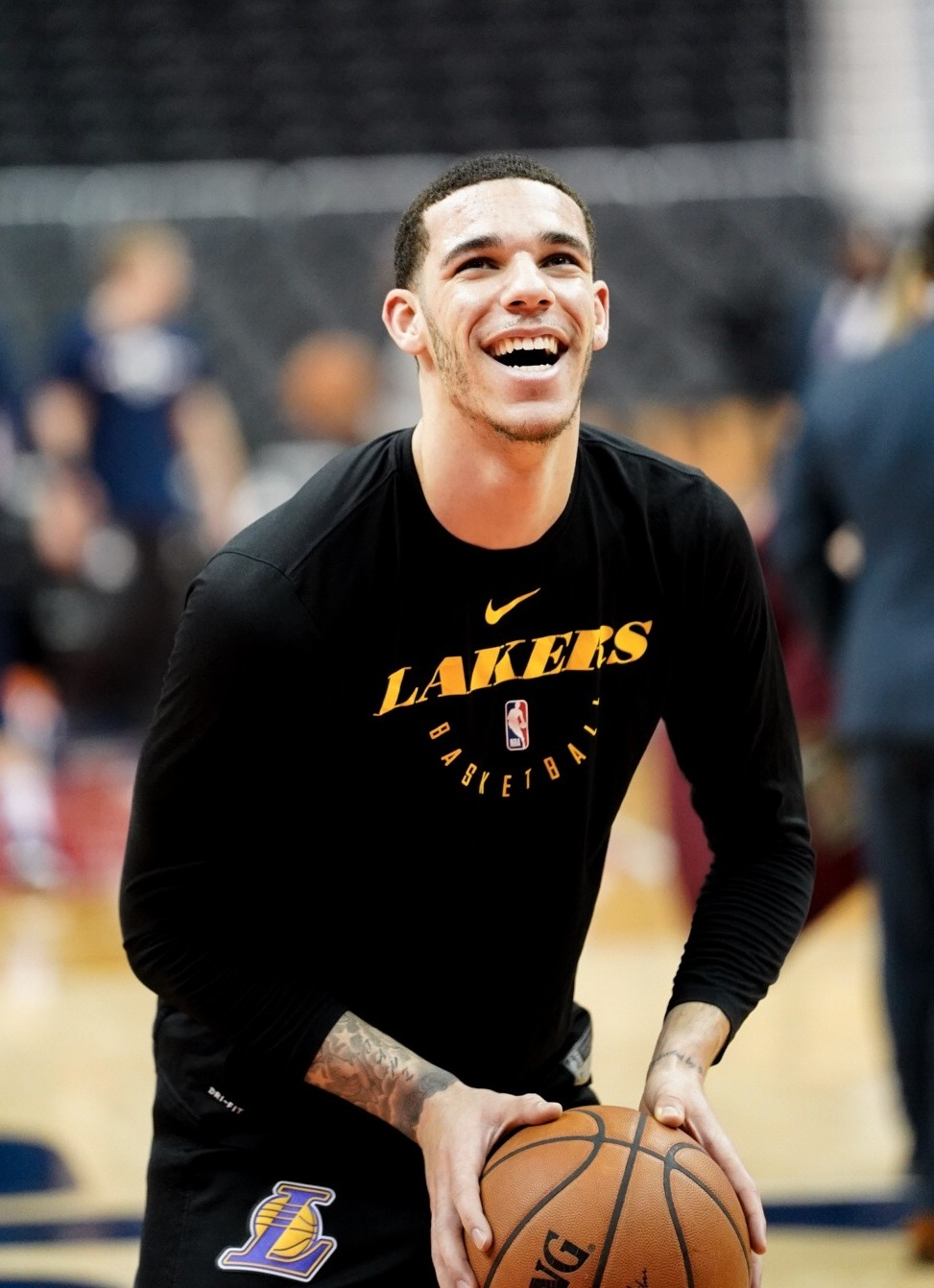
ロンゾ・ボールは全体2位でロサンゼルス・レイカーズに指名された

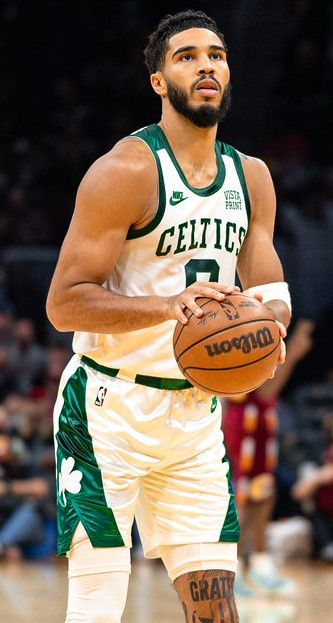
ジェイソン・テイタムは全体3位でボストン・セルティックスに指名された

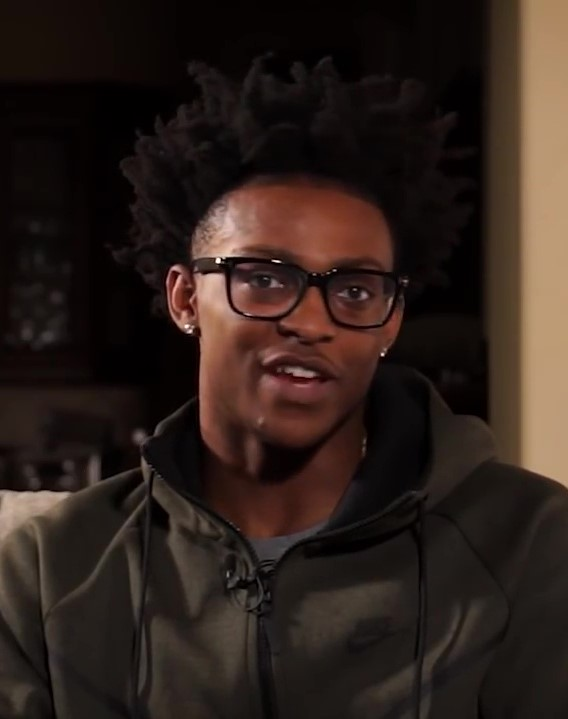
ディアロン・フォックスは全体5位でサクラメント・キングスに指名された

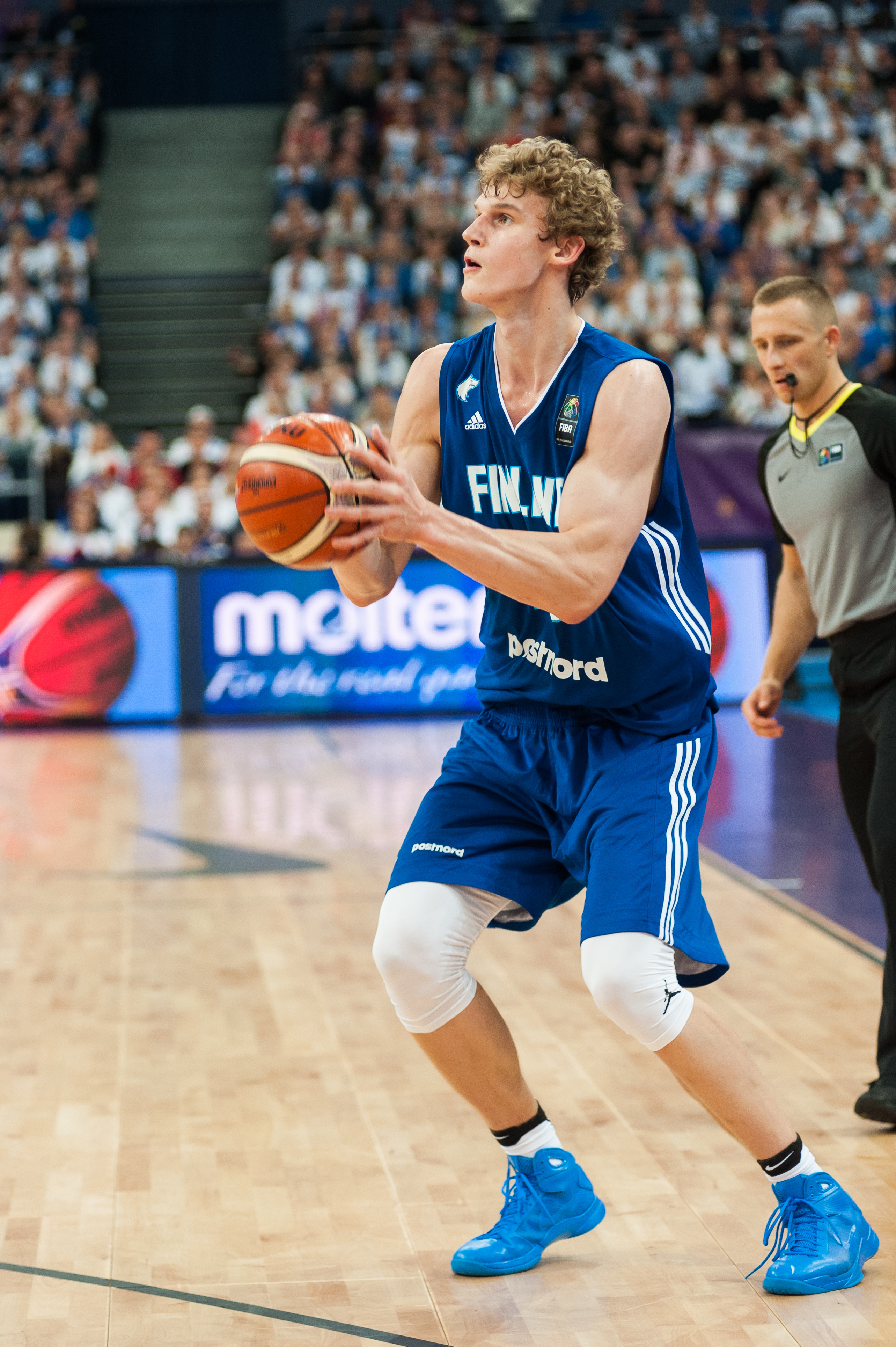
ラウリ・マルカネンは全体7位でミネソタ・ティンバーウルブズに指名された（その後にシカゴへトレード）

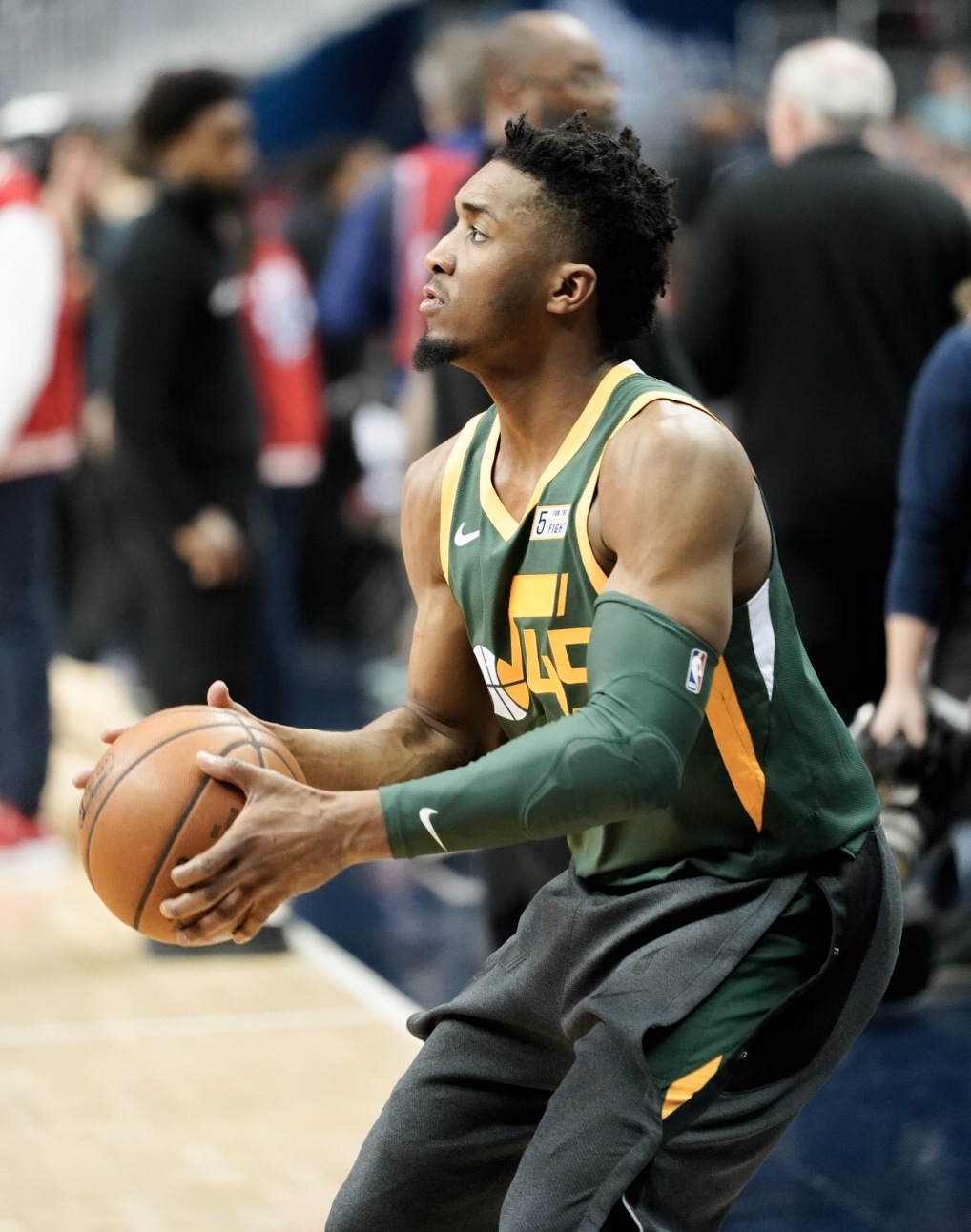
ドノバン・ミッチェルは全体13位でデンバー・ナゲッツに指名された（後にユタへトレード）

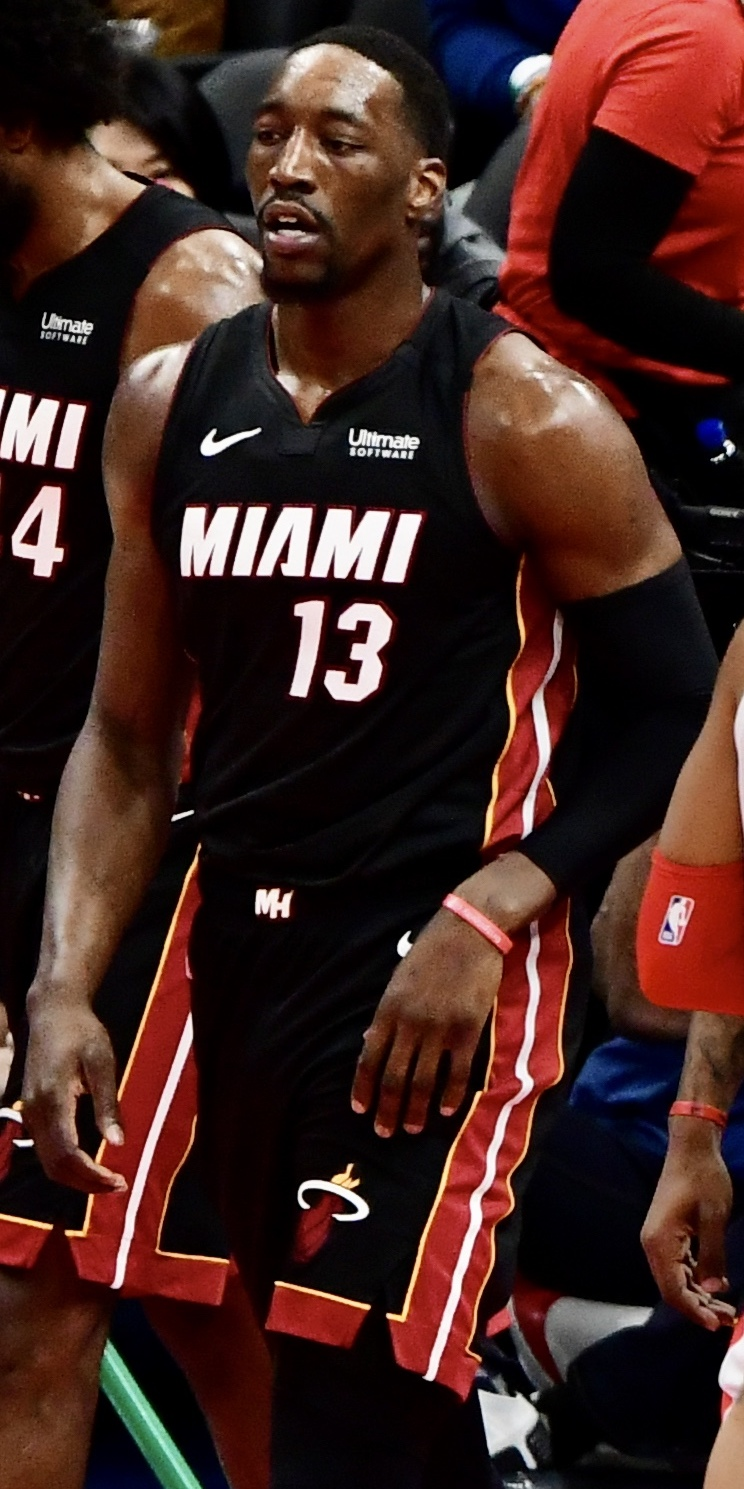
バム・アデバヨは全体14位でマイアミ・ヒートに指名された

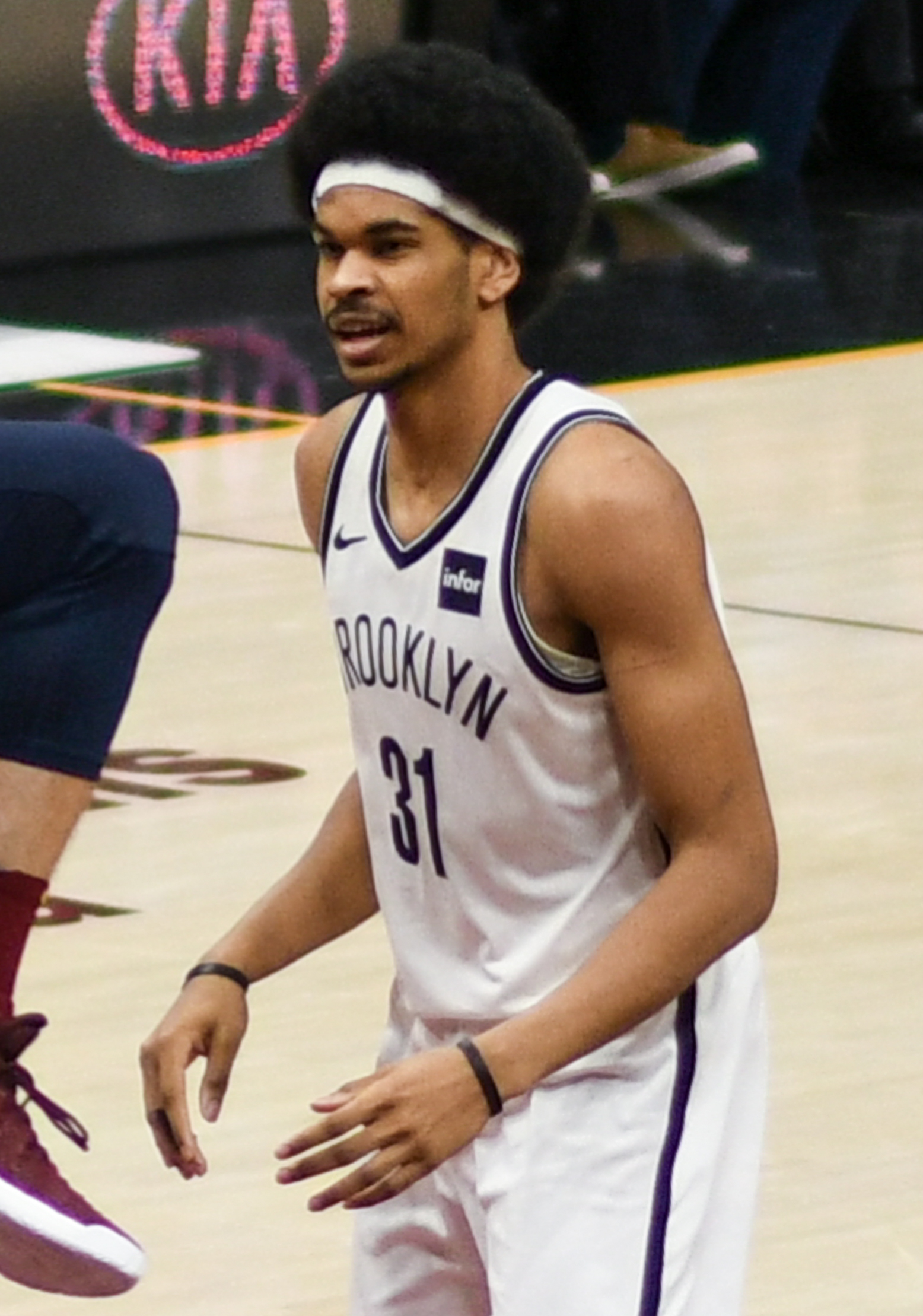
ジャレット・アレンは全体22位でブルックリン・ネッツに指名された

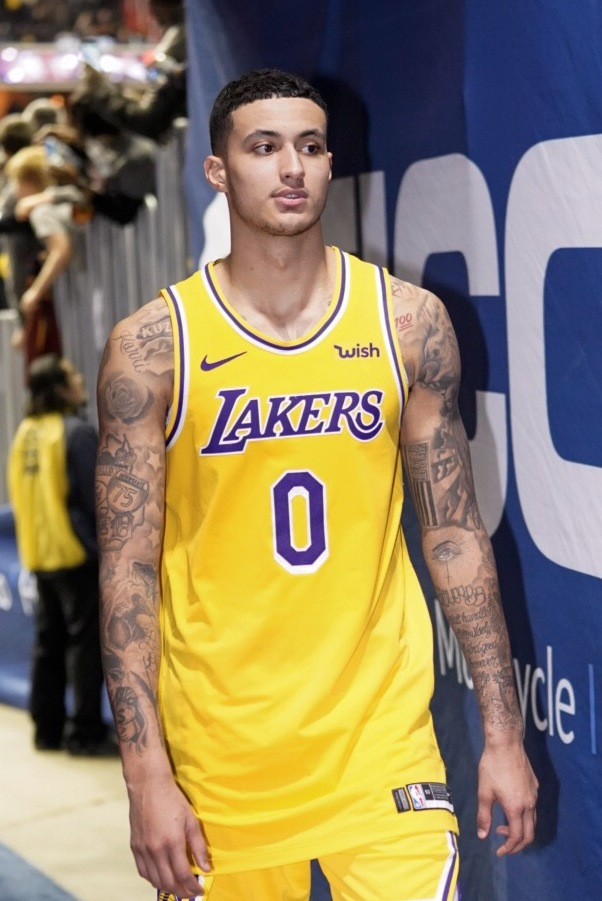
カイル・クーズマは全体27位でブルックリン・ネッツに指名された（その後にレイカーズへトレード）

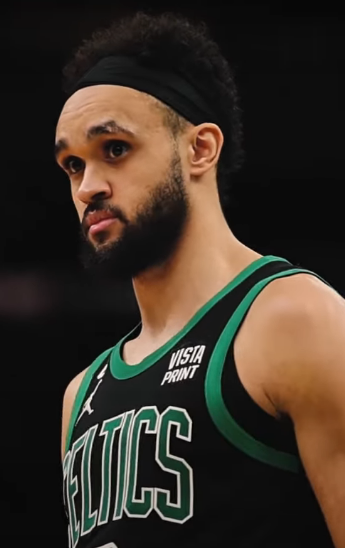
デリック・ホワイトは全体29位でサンアントニオ・スパーズに指名された

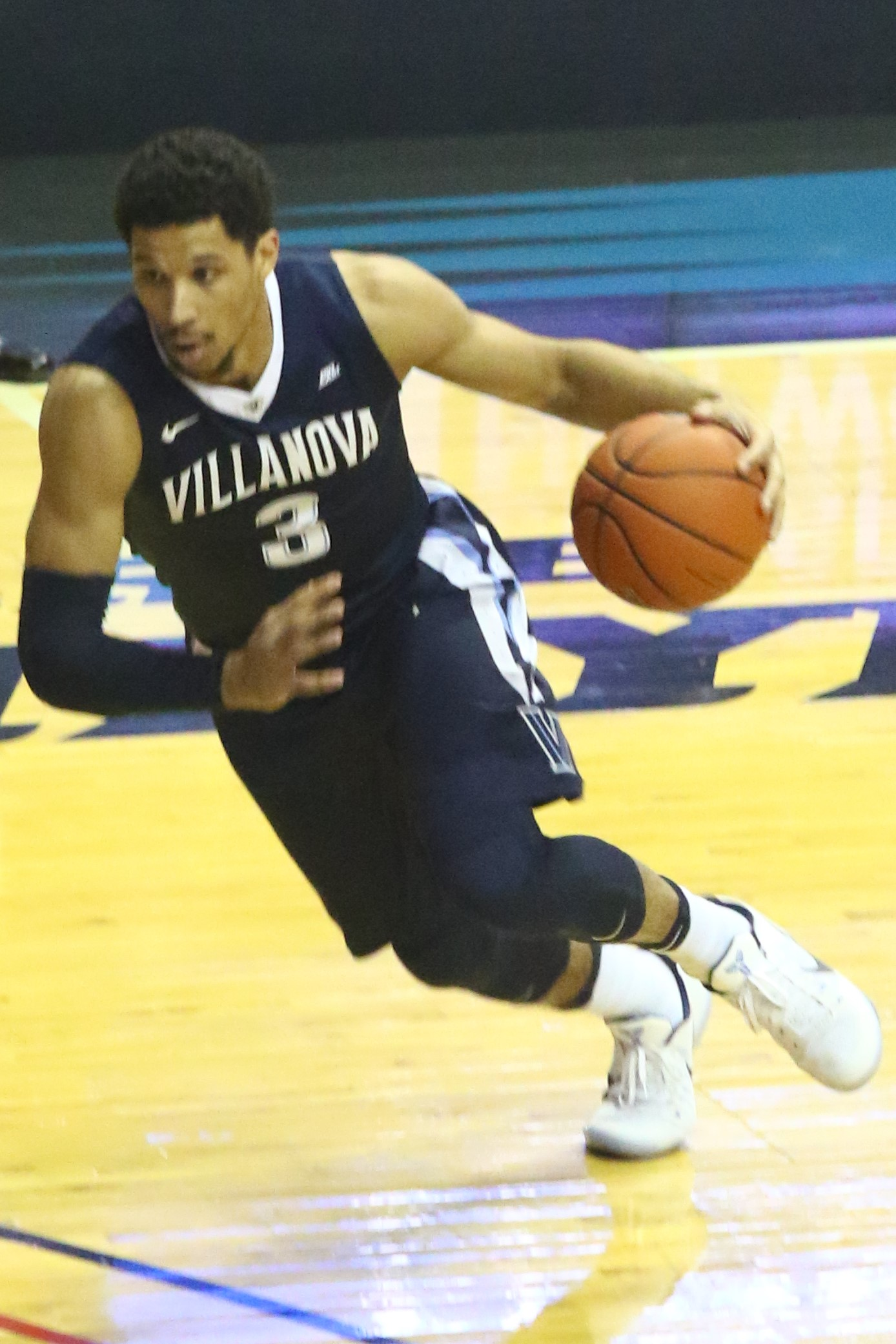
ジョシュ・ハートは全体30位でユタ・ジャズに指名された（その後にレイカーズへトレード）

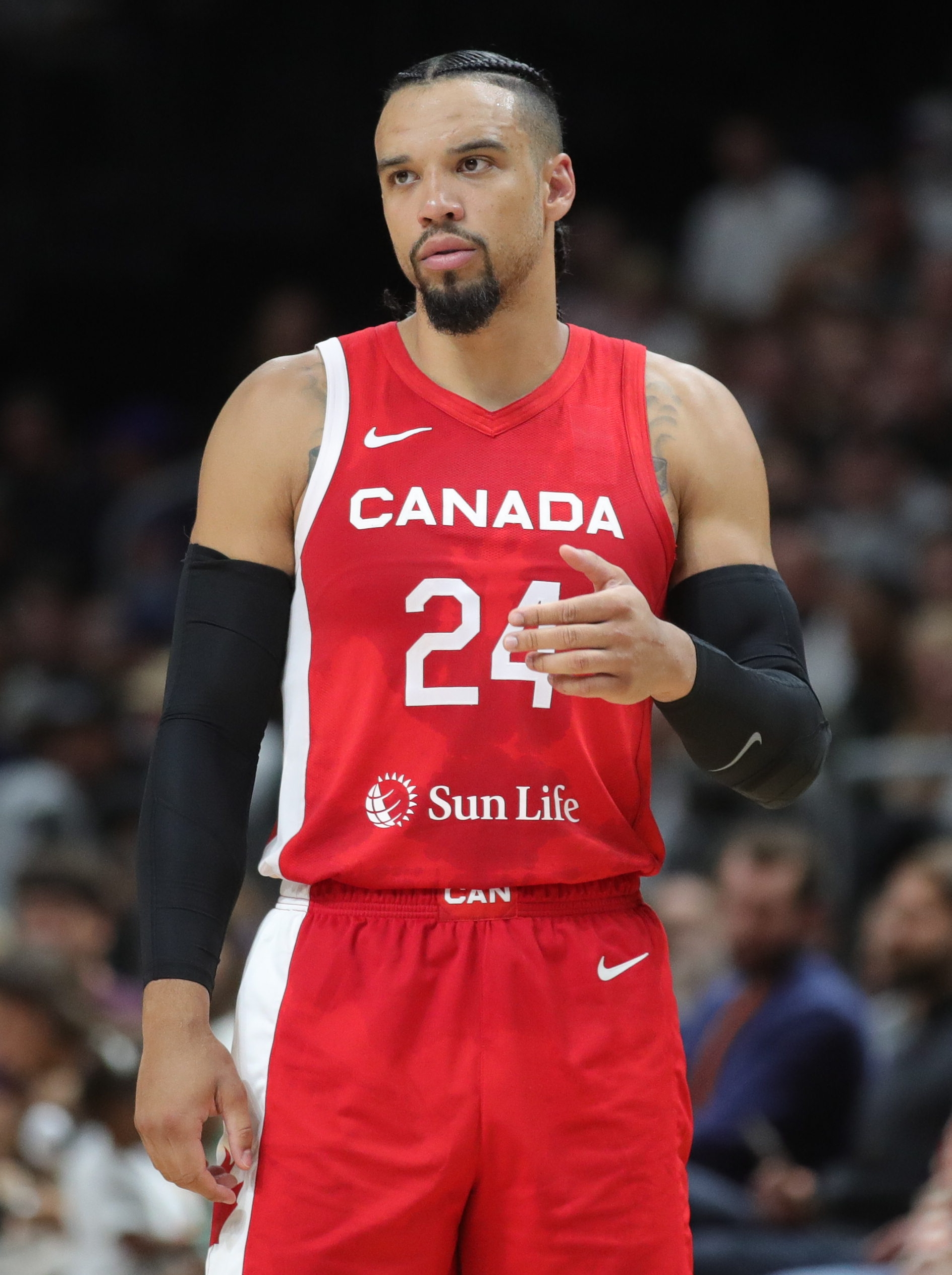
ディロン・ブルックスは全体45位でヒューストン・ロケッツに指名された（その後にメンフィスへトレード）

| PG | ポイントガード | SG | シューティングガード | SF | スモールフォワード | PF | パワーフォワード | C | センター |

| S | NBAオールスター               |
| A | オールNBAチーム               |
| R | NBAオールルーキーチーム       |
| D | NBAオールディフェンシブチーム |
| C | NBAチャンピオン               |
| F | ファイナルMVP                 |
| # | NBAでのプレー経験なし         |
| M | シーズンMVP                   |

### 1巡目
| 指名順 | 選手名                   | Pos.  | 経歴    | 国籍                       | 指名チーム                                                                                                   | 出身校など                         |
| ------ | ------------------------ | ----- | ------- | -------------------------- | --- | ---------------------------------- |
| 1      | マーケル・フルツ         | PG    |         | アメリカ合衆国             | フィラデルフィア・76ers (ブルックリンからボストンを経由して)                                                 | ワシントン大学                     |
| 2      | ロンゾ・ボール           | PG    | R       | アメリカ合衆国             | ロサンゼルス・レイカーズ                                                                                     | UCLA                               |
| 3      | ジェイソン・テイタム     | SF    | S A R C | アメリカ合衆国             | ボストン・セルティックス (サクラメントからフィラデルフィアを経由して)                                        | デューク大学                       |
| 4      | ジョシュ・ジャクソン     | SG/SF | R       | アメリカ合衆国             | フェニックス・サンズ                                                                                         | カンザス大学                       |
| 5      | ディアロン・フォックス   | PG    | S A     | アメリカ合衆国             | サクラメント・キングス (フィラデルフィアから)                                                                | ケンタッキー大学                   |
| 6      | ジョナサン・アイザック   | PF    |         | アメリカ合衆国             | オーランド・マジック                                                                                         | フロリダ州立大学                   |
| 7      | ラウリ・マルカネン       | PF    | S R     | フィンランド               | ミネソタ・ティンバーウルブズ →シカゴにトレード                                                               | アリゾナ大学                       |
| 8      | フランク・ニリキナ       | PG    |         | フランス                   | ニューヨーク・ニックス                                                                                       | SIGバスケット (フランス)           |
| 9      | デニス・スミス・ジュニア | PG    | R       | アメリカ合衆国             | ダラス・マーベリックス                                                                                       | ノースカロライナ州立大学           |
| 10     | ザック・コリンズ         | C     |         | アメリカ合衆国             | サクラメント・キングス (ニューオーリンズから)→ポートランドへトレード                                         | ゴンザガ大学                       |
| 11     | マリーク・モンク         | SG    |         | アメリカ合衆国             | シャーロット・ホーネッツ                                                                                     | ケンタッキー大学                   |
| 12     | ルーク・ケナード         | SG    |         | アメリカ合衆国             | デトロイト・ピストンズ                                                                                       | デューク大学                       |
| 13     | ドノバン・ミッチェル     | SG    | S A R   | アメリカ合衆国             | デンバー・ナゲッツ →ユタへトレード                                                                           | ルイビル大学                       |
| 14     | バム・アデバヨ           | PF/C  | S D     | アメリカ合衆国             | マイアミ・ヒート                                                                                             | ケンタッキー大学                   |
| 15     | ジャスティン・ジャクソン | SF    | C       | アメリカ合衆国             | ポートランド・トレイルブレイザーズ →サクラメントへトレード                                                   | ノースカロライナ大学               |
| 16     | ジャスティン・パットン   | C     |         | アメリカ合衆国             | シカゴ・ブルズ →ミネソタにトレード                                                                           | クレイトン大学                     |
| 17     | D・J・ウィルソン         | PF    |         | アメリカ合衆国             | ミルウォーキー・バックス                                                                                     | ミシガン大学                       |
| 18     | T・J・リーフ             | PF    |         | イスラエル/ アメリカ合衆国 | インディアナ・ペイサーズ                                                                                     | UCLA                               |
| 19     | ジョン・コリンズ         | PF    | R       | アメリカ合衆国             | アトランタ・ホークス                                                                                         | ウェイク・フォレスト大学           |
| 20     | ハリー・ジャイルズ       | PF    |         | アメリカ合衆国             | ポートランド・トレイルブレイザーズ (メンフィスからデンバー、クリーブランドを経由して)→サクラメントへトレード | デューク大学                       |
| 21     | テレンス・ファーガソン   | SG    |         | アメリカ合衆国             | オクラホマシティ・サンダー                                                                                   | アデレード・36ers (オーストラリア) |
| 22     | ジャレット・アレン       | C     | S       | アメリカ合衆国             | ブルックリン・ネッツ(ワシントンから)                                                                         | テキサス大学                       |
| 23     | OG・アヌノビー           | SF    | D C     | イギリス/ ナイジェリア     | トロント・ラプターズ (ロサンゼルス・クリッパーズからミルウォーキーを経由して)                                | インディアナ大学                   |
| 24     | タイラー・ライドン       | PF    |         | アメリカ合衆国             | ユタ・ジャズ→デンバーへトレード                                                                              | シラキュース大学                   |
| 25     | アンジェス・パセチニクス | C     |         | ラトビア                   | オーランド・マジック (トロントから)→フィラデルフィアを経てワシントンへトレード                               | CBグラン・カナリア (スペイン)      |
| 26     | ケイレブ・スワニガン     | PF    |         | アメリカ合衆国             | ポートランド・トレイルブレイザーズ (クリーブランドから)                                                      | パデュー大学                       |
| 27     | カイル・クーズマ         | PF    | R C     | アメリカ合衆国             | ブルックリン・ネッツ (ボストンから) →ロサンゼルス・レイカーズへトレード                                      | ユタ大学                           |
| 28     | トニー・ブラッドリー     | C     |         | アメリカ合衆国             | ロサンゼルス・レイカーズ (ヒューストンから) →ユタへトレード                                                  | ノースカロライナ大学               |
| 29     | デリック・ホワイト       | PG    | D C     | アメリカ合衆国             | サンアントニオ・スパーズ                                                                                     | コロラド大学                       |
| 30     | ジョシュ・ハート         | SG    |         | アメリカ合衆国             | ユタ・ジャズ (ゴールデンステートから) →ロサンゼルス・レイカーズへトレード                                    | ビラノバ大学                       |

### 2巡目
| 指名順 | 選手名                         | POS. | 経歴 | 国籍                           | 指名チーム                                                                                  | 出身校など                     |
| ------ | ------------------------------ | ---- | ---- | ------------------------------ | ------------------------------------------------------------------------------------------- | ------------------------------ |
| 31     | フランク・ジャクソン           | PG   |      | アメリカ合衆国                 | シャーロット・ホーネッツ (ブルックリンからアトランタを経由して) →ニューオーリンズへトレード | デューク大学                   |
| 32     | ダヴォン・リード               | SG   |      | アメリカ合衆国                 | フェニックス・サンズ                                                                        | マイアミ大学                   |
| 33     | ウェズリー・イワンデ           | SG   |      | アメリカ合衆国                 | オーランド・マジック (ロサンゼルス・レイカーズから)                                         | カンザス州立大学               |
| 34     | フランク・メイソン             | PG   |      | アメリカ合衆国                 | サクラメント・キングス (フィラデルフィアからニューオーリンズを経由して)                     | カンザス大学                   |
| 35     | イバン・ラッブ                 | PF   |      | アメリカ合衆国                 | オーランド・マジック →メンフィスへトレード                                                  | カリフォルニア大学             |
| 36     | ジョナ・ボールデン             | PF   |      | オーストラリア                 | フィラデルフィア・セブンティシクサーズ (ニューヨークからユタ、トロントを経由して)           | KK FMP ベオグラード(セルビア)  |
| 37     | セミ・オジェレエ               | PF   |      | アメリカ合衆国                 | ボストン・セルティックス (ミネソタからフェニックスを経由して)                               | SMU                            |
| 38     | ジョーダン・ベル               | C    | C    | アメリカ合衆国                 | シカゴ・ブルズ (サクラメントからクリーブランドを経由して) →ゴールデンステートへトレード     | オレゴン大学                   |
| 39     | ジャワン・エバンス             | PG   |      | アメリカ合衆国                 | フィラデルフィア・セブンティシクサーズ (ダラスから) →ロサンゼルス・クリッパーズへトレード   | オクラホマ州立大学             |
| 40     | ドウェイン・ベーコン           | SF   |      | アメリカ合衆国                 | ニューオーリンズ・ペリカンズ →シャーロットへトレード                                        | フロリダ州立大学               |
| 41     | タイラー・ドーシー             | SG   |      | ギリシャ/ アメリカ合衆国       | アトランタ・ホークス (シャーロットから)                                                     | オレゴン大学                   |
| 42     | トーマス・ブライアント         | C    | C    | アメリカ合衆国                 | ユタ・ジャズ (デトロイトから) →ロサンゼルス・レイカーズへトレード                           | インディアナ大学               |
| 43     | アイザイア・ハーテンシュタイン | PF   | C    | ドイツ                         | ヒューストン・ロケッツ (デンバーから)                                                       | BCジャルギリス (リトアニア)    |
| 44     | デイミアン・ドットソン         | SG   |      | アメリカ合衆国                 | ニューヨーク・ニックス (シカゴから)                                                         | ヒューストン大学               |
| 45     | ディロン・ブルックス           | SF   |      | カナダ                         | ヒューストン・ロケッツ (ポートランドから) →メンフィスへトレード                             | オレゴン大学                   |
| 46     | スターリング・ブラウン         | SG   |      | アメリカ合衆国                 | フィラデルフィア・76ers (マイアミからアトランタを経由して) →ミルウォーキーへトレード        | SMU                            |
| 47     | イーケイ・アニボグー           | C    |      | アメリカ合衆国                 | インディアナ・ペイサーズ                                                                    | UCLA                           |
| 48     | シンダリウス・ソーンウェル     | SG   |      | アメリカ合衆国                 | ミルウォーキー・バックス →ロサンゼルス・クリッパーズへトレード                              | サウスカロライナ大学           |
| 49     | ブラッコ・チャンチャー         | SG   |      | スロベニア                     | デンバー・ナゲッツ (メンフィスからオクラホマシティを経由して)                               | KK メガ・バスケット (セルビア) |
| 50     | マティーアス・レソート         | PF   | #    | フランス                       | フィラデルフィア・セブンティシクサーズ (アトランタから)                                     | ナンテール92 (フランス)        |
| 51     | モンテ・モリス                 | PG   |      | アメリカ合衆国                 | デンバー・ナゲッツ (オクラホマシティから)                                                   | アイオワ州立大学               |
| 52     | エドモンド・サムナー           | PG   |      | アメリカ合衆国                 | ニューオーリンズ・ペリカンズ (ワシントンから) →インディアナへトレード                       | ゼイビア大学                   |
| 53     | カディーム・アレン             | SG   |      | アメリカ合衆国                 | ボストン・セルティックス (クリーブランドから)                                               | アリゾナ大学                   |
| 54     | アレック・ピーターズ           | PF   | #    | アメリカ合衆国                 | フェニックス・サンズ (トロントから)                                                         | ヴァルパライゾ大学             |
| 55     | ナイジェル・ウィリアムズ＝ゴス | PG   |      | アメリカ合衆国                 | ユタ・ジャズ                                                                                | ゴンザガ大学                   |
| 56     | ジャバリ・バード               | SG   |      | アメリカ合衆国                 | ボストン・セルティックス (ロサンゼルス・クリッパーズから)                                   | カリフォルニア大学             |
| 57     | アレクサンダー・ヴェゼンコフ   | PF   |      | ブルガリア/ キプロス/ ギリシャ | ブルックリン・ネッツ (ボストンから)                                                         | FCバルセロナ (スペイン)        |
| 58     | オグニェン・ヤラマズ           | PG   | #    | セルビア                       | ニューヨーク・ニックス (ヒューストンから)                                                   | KK メガ・バスケット (セルビア) |
| 59     | ジェロン・ブロッサムゲーム     | SF   |      | アメリカ合衆国                 | サンアントニオ・スパーズ                                                                    | クレムゾン大学                 |
| 60     | アルファ・カバ                 | PF   | #    | フランス                       | アトランタ・ホークス (ゴールデンステイトからフィラデルフィア、ユタを経由して)               | KK メガ・バスケット (セルビア) |

## 主なドラフト外の選手
- P・J・ドージャー（英語版） - オクラホマシティ・サンダー、SG
- クリス・ブーシェ - ゴールデンステート・ウォリアーズ、PF
- マイカル・マルダー - オーランド・マジック、SG

## ドラフト抽選
ドラフト順は、2016–17シーズンにプレーオフ進出を逃した下表のチームにより上位指名がドラフトに先立ち抽選によって決定された。
| チーム                       | 2016–17記録 | 抽選 機会 | 抽選確率 | 抽選確率 | 抽選確率 | 抽選確率 | 抽選確率 | 抽選確率 | 抽選確率 | 抽選確率 | 抽選確率 | 抽選確率 | 抽選確率 | 抽選確率 | 抽選確率 | 抽選確率 |
| チーム                       | 2016–17記録 | 抽選 機会 | 1st      | 2nd      | 3rd      | 4th      | 5th      | 6th      | 7th      | 8th      | 9th      | 10th     | 11th     | 12th     | 13th     | 14th     |
| ---------------------------- | ----------- | --------- | -------- | -------- | -------- | -------- | -------- | -------- | -------- | -------- | -------- | -------- | -------- | -------- | -------- | -------- |
| ブルックリン・ネッツ         | 20-62       | 250       | .250     | .215     | .178     | .357     | —        | —        | —        | —        | —        | —        | —        | —        | —        | —        |
| フェニックス・サンズ         | 24 -58      | 199       | .199     | .188     | .171     | .319     | .123     | —        | —        | —        | —        | —        | —        | —        | —        | —        |
| ロサンゼルス・レイカーズ     | 26-56       | 156       | .156     | .157     | .156     | .226     | .265     | .040     | —        | —        | —        | —        | —        | —        | —        | —        |
| フィラデルフィア・76ers      | 28-54       | 119       | .119     | .126     | .133     | .099     | .350     | .161     | .013     | —        | —        | —        | —        | —        | —        | —        |
| オーランド・マジック         | 29-53       | 88        | .088     | .097     | .107     | —        | .261     | .360     | .084     | .004     | —        | —        | —        | —        | —        | —        |
| ミネソタ・ティンバーウルブズ | 31-51       | 63        | .063     | .071     | .081     | —        | —        | .440     | .304     | .040     | .001     | —        | —        | —        | —        | —        |
| ニューヨーク・ニックス       | 31-51       | 43        | .043     | .049     | .058     | —        | —        | —        | .599     | .232     | .018     | .000     | —        | —        | —        | —        |
| サクラメント・キングス       | 32-50       | 19        | .019     | .022     | .027     | —        | —        | —        | —        | .724     | .197     | .011     | .000     | —        | —        | —        |
| ダラス・マーベリックス       | 33-49       | 19        | .019     | .022     | .027     | —        | —        | —        | —        | —        | .784     | .143     | .005     | .000     | —        | —        |
| ニューオーリンズ・ペリカンズ | 34-48       | 18        | .018     | .021     | .025     | —        | —        | —        | —        | —        | —        | .846     | .087     | .002     | .000     | —        |
| シャーロット・ホーネッツ     | 36-46       | 8         | .008     | .009     | .012     | —        | —        | —        | —        | —        | —        | —        | .907     | .063     | .001     | .000     |
| デトロイト・ピストンズ       | 37-45       | 7         | .007     | .008     | .010     | —        | —        | —        | —        | —        | —        | —        | —        | .935     | .039     | .000     |
| デンバー・ナゲッツ           | 40-42       | 6         | .006     | .007     | .009     | —        | —        | —        | —        | —        | —        | —        | —        | —        | .960     | .018     |
| マイアミ・ヒート             | 41-41       | 5         | .005     | .006     | .007     | —        | —        | —        | —        | —        | —        | —        | —        | —        | —        | .982     |

2017年 ドラフト全体1～14位までの指名順は、2017年5月17日抽選が行われ、結果は以下の通り。
1位：ボストン・セルティックス(ブルックリンより譲渡)
2位：ロサンゼルス・レイカーズ
3位：フィラデルフィア・セブンティシクサーズ
4位：フェニックス・サンズ
5位：サクラメント・キングス
6位：オーランド・マジック
7位：ミネソタ・ティンバーウルブズ
8位：ニューヨーク・ニックス
9位：ダラス・マーベリックス
10位：サクラメント・キングス(ニューオーリンズより譲渡)
11位：シャーロット・ホーネッツ
12位：デトロイト・ピストンズ
13位：デンバー・ナゲッツ
14位：マイアミ・ヒート

## ドラフト開催日の主な出来事
- シカゴ・ブルズとミネソタ・ティンバーウルブズとの間で大型トレードが成立し、ブルズはザック・ラヴィーン、クリス・ダン、ラウリ・マルケネンの交渉権を獲得。一方ティンバーウルブズはジミー・バトラーとジャスティン・パットンの交渉権を獲得した。

## その他
- このドラフトで指名された選手の中から新人王受賞者はなく、2017-18シーズンの新人王は2016年のNBAドラフトで指名されたベン・シモンズが獲得した（在籍2年目での受賞はブレイク・グリフィン以来）。